# Lista de estados dos Estados Unidos por taxa de fecundidade

Taxa de fecundidade (2013)

Lista de estados dos Estados Unidos por taxa de fecundidade.
| Guam                     | 2.77 | 2.72 | 2.66 | 3.00 | 2.88 | 3.15 | 2.87 | 2.96 | 2.93 |
| Samoa Americana          | 2.87 | 2.90 | 2.86 | 3.11 | 3.10 | 2.85 | 2.61 | 2.60 | 2.55 |
| Utah                     | 2.62 | 2.59 | 2.47 | 2.45 | 2.38 | 2.37 | 2.34 | 2.33 | 2.29 |
| Dakota do Sul            | 2.14 | 2.35 | 2.28 | 2.27 | 2.25 | 2.27 | 2.27 | 2.27 | 2.27 |
| Dakota do Norte          | 2.12 | 2.13 | 2.12 | 2.04 | 2.08 | 2.12 | 2.14 | 2.24 | 2.16 |
| Ilhas Virgens Americanas | 2.39 | 2.53 | 2.38 | 2.49 | 2.34 | 2.26 | 2.23 | 2.23 | 2.22 |
| Alasca                   | 2.32 | 2.40 | 2.27 | 2.35 | 2.28 | 2.19 | 2.22 | 2.19 | 2.17 |
| Nebraska                 | 2.29 | 2.29 | 2.27 | 2.14 | 2.11 | 2.12 | 2.12 | 2.16 | 2.15 |
| Idaho                    | 2.48 | 2.47 | 2.27 | 2.24 | 2.15 | 2.19 | 2.13 | 2.15 | 2.13 |
| Texas                    | 2.39 | 2.36 | 2.29 | 2.16 | 2.07 | 2.08 | 2.07 | 2.09 | 2.07 |
| Kansas                   | 2.27 | 2.24 | 2.19 | 2.16 | 2.09 | 2.12 | 2.04 | 2.05 | 2.05 |
| Oklahoma                 | 2.22 | 2.20 | 2.15 | 2.11 | 2.04 | 2.04 | 2.04 | 2.03 | 2.00 |
| Iowa                     | 2.14 | 2.10 | 2.07 | 2.01 | 1.97 | 1.99 | 2.00 | 2.02 | 2.01 |
| Havaí                    | 2.28 | 2.33 | 2.23 | 2.15 | 2.11 | 2.10 | 2.08 | 2.00 | 1.97 |
| Wyoming                  | 2.28 | 2.28 | 2.14 | 2.04 | 1.98 | 1.99 | 1.99 | 1.99 | 2.01 |
| Arizona                  | 2.42 | 2.31 | 2.11 | 2.07 | 2.00 | 2.00 | 1.97 | 1.97 | 1.92 |
| Arkansas                 | 2.20 | 2.16 | 2.07 | 2.00 | 2.00 | 1.97 | 1.94 | 1.97 | 1.98 |
| Kentucky                 | 2.08 | 2.05 | 2.00 | 1.97 | 1.94 | 1.95 | 1.95 | 1.96 | 1.95 |
| Luisiana                 | 2.16 | 2.07 | 2.02 | 1.95 | 1.91 | 1.92 | 1.93 | 1.96 | 1.96 |
| Montana                  | 2.08 | 2.08 | 1.89 | 1.99 | 1.96 | 1.96 | 1.97 | 1.95 | 1.96 |
| Minnesota                | 2.15 | 2.10 | 2.04 | 1.96 | 1.95 | 1.94 | 1.94 | 1.94 | 1.93 |
| Indiana                  | 2.11 | 2.09 | 2.02 | 1.97 | 1.95 | 1.93 | 1.92 | 1.93 | 1.93 |
| Novo México              | 2.26 | 2.23 | 2.14 | 2.06 | 2.00 | 1.98 | 1.93 | 1.91 | 1.90 |
| Mississippi              | 2.28 | 2.20 | 2.06 | 1.96 | 1.94 | 1.89 | 1.88 | 1.89 | 1.87 |
| Ohio                     | 2.00 | 1.98 | 1.93 | 1.90 | 1.88 | 1.89 | 1.88 | 1.88 | 1.87 |
| Missouri                 | 2.07 | 2.05 | 1.96 | 1.94 | 1.92 | 1.89 | 1.88 | 1.87 | 1.86 |
| Nevada                   | 2.42 | 2.31 | 2.12 | 1.96 | 1.91 | 1.87 | 1.86 | 1.87 | 1.86 |
| Geórgia                  | 2.25 | 2.17 | 2.05 | 1.96 | 1.93 | 1.88 | 1.86 | 1.87 | 1.85 |
| Tennessee                | 2.10 | 2.07 | 1.95 | 1.88 | 1.87 | 1.87 | 1.85 | 1.87 | 1.85 |
| Wisconsin                | 2.01 | 1.99 | 1.95 | 1.89 | 1.87 | 1.86 | 1.84 | 1.85 | 1.85 |
| Washington               | 2.02 | 2.04 | 1.97 | 1.91 | 1.89 | 1.88 | 1.84 | 1.85 | 1.82 |
| Califórnia               | 2.20 | 2.15 | 2.05 | 1.95 | 1.90 | 1.89 | 1.84 | 1.84 | 1.79 |
| Michigan                 | 1.91 | 1.87 | 1.85 | 1.85 | 1.84 | 1.82 | 1.83 | 1.83 | 1.81 |
| Carolina do Norte        | 2.14 | 2.12 | 2.01 | 1.91 | 1.86 | 1.84 | 1.82 | 1.83 | 1.82 |
| Alabama                  | 2.07 | 2.06 | 1.95 | 1.87 | 1.84 | 1.81 | 1.79 | 1.83 | 1.83 |
| Maryland                 | 2.05 | 2.03 | 1.95 | 1.89 | 1.85 | 1.83 | 1.79 | 1.82 | 1.80 |
| Virgínia Ocidental       | 1.92 | 1.90 | 1.86 | 1.83 | 1.84 | 1.85 | 1.86 | 1.81 | 1.78 |
| Virgínia                 | 2.06 | 2.02 | 1.94 | 1.88 | 1.85 | 1.84 | 1.81 | 1.81 | 1.80 |
| Nova Jérsia              | 2.09 | 2.05 | 2.00 | 1.90 | 1.88 | 1.85 | 1.81 | 1.81 | 1.80 |
| Illinois                 | 2.04 | 1.99 | 1.94 | 1.88 | 1.84 | 1.82 | 1.79 | 1.81 | 1.81 |
| Carolina do Sul          | 2.14 | 2.12 | 1.99 | 1.88 | 1.84 | 1.82 | 1.80 | 1.80 | 1.79 |
| Delaware                 | 2.12 | 2.11 | 1.99 | 1.94 | 1.90 | 1.85 | 1.79 | 1.79 | 1.81 |
| Colorado                 | 2.09 | 2.05 | 1.98 | 1.92 | 1.85 | 1.83 | 1.79 | 1.77 | 1.75 |
| Flórida                  | 2.11 | 2.05 | 1.92 | 1.83 | 1.80 | 1.77 | 1.77 | 1.77 | 1.77 |
| Pensilvânia              | 1.95 | 1.93 | 1.85 | 1.81 | 1.80 | 1.78 | 1.75 | 1.76 | 1.74 |
| Nova Iorque              | 1.92 | 1.88 | 1.87 | 1.81 | 1.79 | 1.77 | 1.73 | 1.73 | 1.71 |
| Oregon                   | 1.97 | 1.95 | 1.84 | 1.79 | 1.76 | 1.74 | 1.73 | 1.72 | 1.70 |
| Maine                    | 1.78 | 1.73 | 1.72 | 1.70 | 1.67 | 1.68 | 1.67 | 1.66 | 1.64 |
| Connecticut              | 1.92 | 1.87 | 1.80 | 1.72 | 1.71 | 1.66 | 1.63 | 1.63 | 1.61 |
| Vermont                  | 1.71 | 1.67 | 1.62 | 1.66 | 1.63 | 1.61 | 1.59 | 1.63 | 1.58 |
| Nova Hampshire           | 1.75 | 1.71 | 1.67 | 1.67 | 1.67 | 1.61 | 1.60 | 1.58 | 1.59 |
| Massachusetts            | 1.79 | 1.77 | 1.71 | 1.67 | 1.67 | 1.63 | 1.60 | 1.58 | 1.55 |
| Rhode Island             | 1.75 | 1.73 | 1.67 | 1.63 | 1.60 | 1.59 | 1.57 | 1.56 | 1.58 |
| Distrito de Columbia     | 1.75 | 1.79 | 1.73 | 1.65 | 1.64 | 1.61 | 1.53 | 1.52 | 1.48 |
| Porto Rico               | 1.64 | 1.61 | 1.59 | 1.62 | 1.60 | 1.54 | 1.47 | 1.43 | 1.34 |
| Marianas Setentrionais   | 1.12 | 2.30 | 2.26 | 2.19 | 2.17 | 1.83 | 1.58 | 1.24 | 1.07 |
| Estados Unidos           | 2.12 | 2.08 | 2.00 | 1.93 | 1.89 | 1.88 | 1.86 | 1.86 | 1.84 |